# کولتونوفکا
کولتونوفکا (انگلیسی: Koltunovka) یک شهرک در بخش آلکسیفسکی استان بلگورود کشور روسیه است.